# Orka
Orka je středočeský florbalový klub. Byl založen v roce 1995 a působí v Čelákovicích, Brandýse nad Labem-Staré Boleslavi, Milovicích a Horních Počernicích.
Tým mužů hraje od sezóny 2023/2024 druhou nejvyšší mužskou florbalovou soutěž, 1. ligu, kterou hrál dříve již v ročnících 1995/1996 až 2006/2007. Na jednu sezónu 1997/1998 postoupil až do nejvyšší soutěže. V prvním ročníku Poháru ČFbU 2001 získal bronz. Tým od roku 2024 používá staronové jméno ASK Orka Stará Boleslav. V letech 2013 až 2024 hrál pod názvem ASK Orka Čelákovice. 
Klub spolupracuje v rámci Tréninkového centra mládeže Středočeského kraje s oddílem Florbal MB.

## Tým mužů

### Sezóny
| Sezóna                                             | Úroveň | Soutěž       | Umístění | Poznámka                                                                                                 |
| -------------------------------------------------- | ------ | ------------ | -------- | --- |
| 1995/1996                                          | 2      | 2. liga      |          | [ 2 ] |
| 1996/1997                                          | 2      | 2. liga      | 2.       | Postup z druhého místa jako náhrada za první tým Sacheza Lovosice, který se do vyšší soutěže nepřihlásil |
| 1997/1998                                          | 1      | 1. liga      | 11.      | Sestup do nižší ligy                                                                                     |
| 1998/1999                                          | 2      | 2. liga      |          | [ 2 ] |
| 1999/2000                                          | 2      | 2. liga      | 7.       | [ 7 ] |
| 2000/2001                                          | 2      | 2. liga      | 4.       | [ 8 ] |
| 2001/2002                                          | 2      | 2. liga      | 5.       | [ 9 ] |
| 2002/2003                                          | 2      | 2. liga      | 5.       | [ 10 ]                                                                                                   |
| 2003/2004                                          | 2      | 2. liga      | 5.       | [ 11 ]                                                                                                   |
| 2004/2005                                          | 2      | 2. liga      | 8.       | Druhé místo v play-down                                                                                  |
| 2005/2006                                          | 2      | 2. liga      | 9.       | Výhra v 2. kole play-down proti FBC Playmakers Prostějov                                                 |
| 2006/2007                                          | 2      | 1. liga      | 10.      | Prohra v 2. kole play-down proti TJ MEZ Vsetín – Sestup do nižší ligy                                    |
| V sezónách 2007/2008 až 2013/2014 hrál tým 2. ligu |        |              |          | |
| 2013/2014                                          | 3      | 2. liga      |          | Postup ze šestého místa v Divizi II do nově vzniklé Národní ligy                                         |
| 2014/2015                                          | 3      | Národní liga |          | Vypadnutí v předkole play-off proti TJ Sokol Mukařov – Tago Mago                                         |
| 2015/2016                                          | 3      | Národní liga |          | Výhra v 2. kole play-down proti FbC Strakonice P.A.                                                      |
| 2016/2017                                          | 3      | Národní liga |          | Výhra v 1. kole play-down proti FbC Strakonice P.A.                                                      |
| 2017/2018                                          | 3      | Národní liga |          | Vypadnutí ve čtvrtfinále play-off proti TJ Sokol Jaroměř                                                 |
| 2018/2019                                          | 3      | Národní liga |          | Prohra ve finále play-off proti TJ Sokol Jaroměř – Prohra v baráži proti Z.F.K. AQM Petrovice            |
| 2019/2020                                          | 3      | Národní liga |          | Sezóna ukončena po dvou vyhraných zápasech ve čtvrtfinále play-off proti FbC Plzeň                       |
| 2020/2021                                          | 3      | Národní liga |          | Sezóna ukončena po neúplných pěti odehraných kolech základní části                                       |
| 2021/2022                                          | 3      | Národní liga |          | Vypadnutí ve čtvrtfinále play-off proti Panthers Praha                                                   |
| 2022/2023                                          | 3      | Národní liga |          | Vítězství ve finále play-off proti FBŠ Slavia Fat Pipe Plzeň – Postup do vyšší ligy                      |
| 2023/2024                                          | 2      | 1. liga      | 12.      | Prohra v baráži proti Torpedo Havířov – Udržení v lize jako náhrada za Sokoli Pardubice                  |
| 2024/2025                                          | 2      | 1. liga      | 12.      | Výhra v baráži proti FBS Olomouc                                                                         |

### Známí hráči
- Filip Šuman (?–2005)

## Známí odchovanci
- Vanessa Rebecca Keprtová